# Plagiochila latifrons
Plagiochila latifrons là một loài rêu trong họ Plagiochilaceae. Loài này được Gottsche & Hampe mô tả khoa học đầu tiên năm 1854.